# Hermann Steinthal

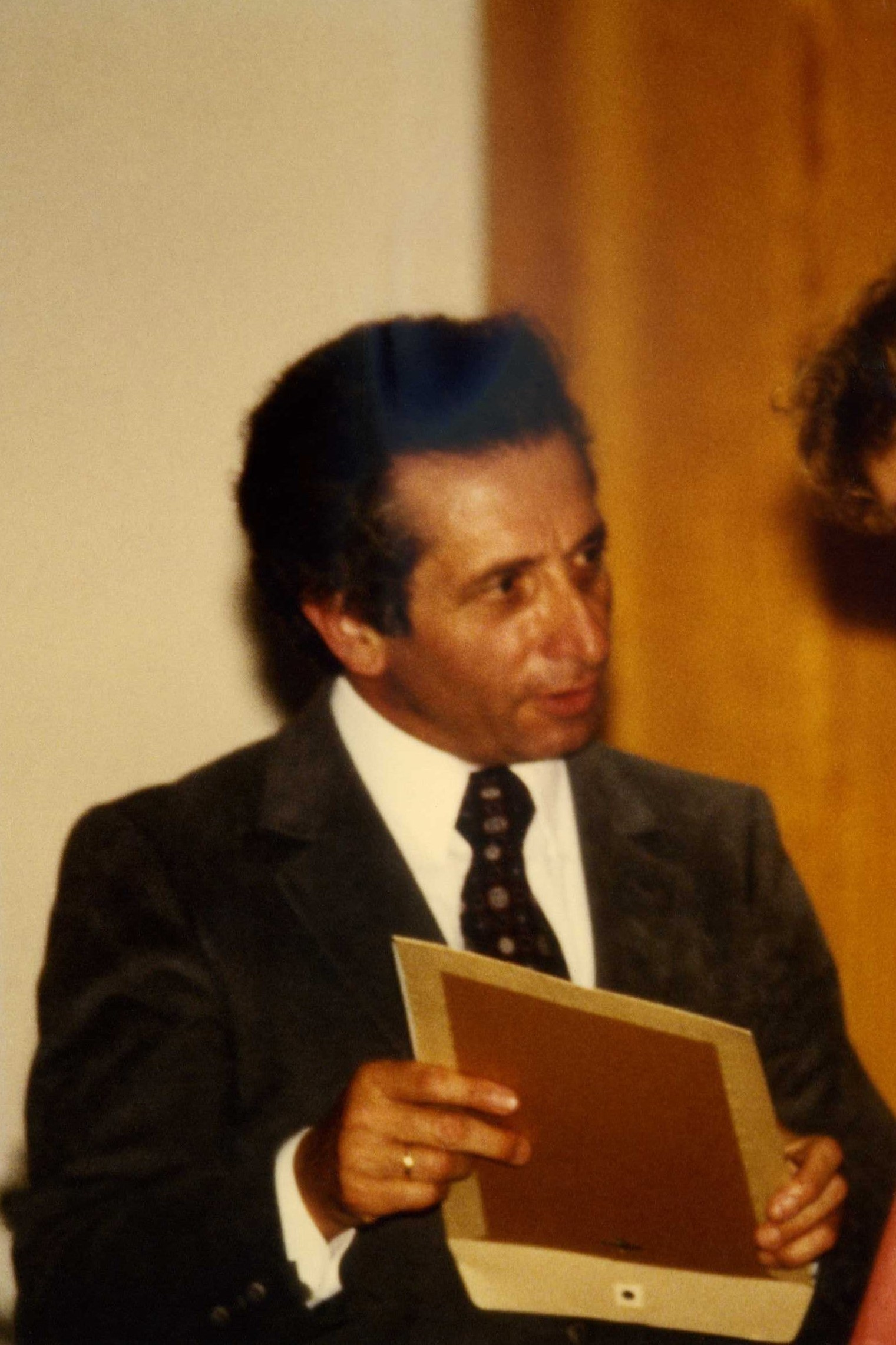
Hermann Steinthal bei der Abiturfeier des Uhland-Gymnasiums im Juni 1985

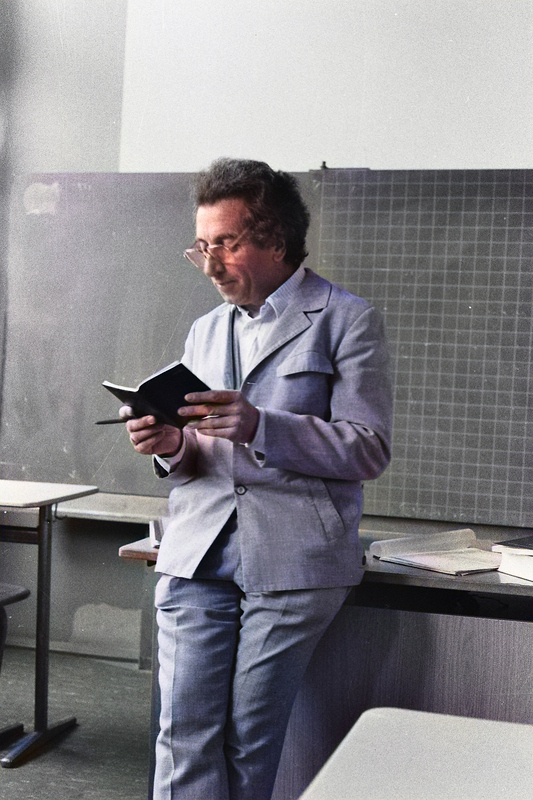
Hermann Steinthal beim Lateinunterricht im Uhland-Gymnasium um 1980

Hermann Steinthal (* 16. September 1925 in Haspe als Hermann Adolf Steinthal; † 28. März 2014 in Tübingen) war ein deutscher Gymnasiallehrer, Altphilologe und Fachdidaktiker.

## Leben
Hermann Steinthal besuchte ab 1936 die „Oberschule für Jungen Stuttgart-Feuerbach“. Er musste seinen Schulbesuch aber 1942 unterbrechen, da ihm als sogenanntem Mischling ersten Grades (sein Vater war Jude) der Besuch eines Gymnasiums oberhalb der Klasse 10 von den Nationalsozialisten verboten wurde. In den Folgejahren war er zunächst als ungelernter Arbeiter in der Maschinenfabrik Eitle tätig. Ab November 1944 musste er beim Bau einer Wasserleitung im Raum Goslar Zwangsarbeit leisten. Zur Wehrmacht wurde Steinthal nicht eingezogen, weil er aufgrund seiner jüdischen Abstammung als „wehrunwürdig“ eingestuft wurde.
Nach Kriegsende legte Hermann Steinthal das Abitur ab und nahm ein Studium der Altphilologie und Germanistik an den Universitäten Tübingen und Frankfurt auf, das er 1952 mit einer Promotion zum Thema Formen gott-menschlicher Steigerung bei Homer, Hesiod und Apollonius Rhodius abschloss.
Seine grundlegenden Erfahrungen als Lehrer sammelte er am Eberhard-Ludwigs-Gymnasium in Stuttgart, außerdem am damals dort untergebrachten Abendgymnasium Stuttgart, das er von 1955 an fünf Jahre lang leitete. 1961 wurde er Fachleiter am Studienseminar. Von 1966 bis zur Pensionierung 1989 war Hermann Steinthal Schulleiter des Tübinger Uhland-Gymnasiums. Dort erregte er Anfang der 1970er Jahre mit seinem – vom Kultusministerium letztlich abgelehnten – Antrag Aufsehen, die Nichtversetzung in den Klassen 5 bis 10 im Zuge eines Schulversuchs im Uhland-Gymnasium abzuschaffen.
Seit 1972 war er neben seiner Schulleitertätigkeit Honorarprofessor für Didaktik der Alten Sprachen an der Universität Tübingen. Von 1977 bis 1981 bekleidete Hermann Steinthal darüber hinaus das Amt des Vorsitzenden des Deutschen Altphilologenverbandes. Aus dieser Zeit stammt sein häufig verwendetes Zitat: „Wer heute die Alten Sprachen verteidigen will, muss seine Schanzen weit draußen bauen, außerhalb ihres Fachgebiets“.
Von 1990 bis 2002 war er Mitherausgeber der Zeitschrift Gymnasium.

## Privat
Hermann Steinthal war von 1952 bis zu ihrem Tod 2005 mit Christa Steinthal geborene Goebel verheiratet. Aus der Ehe gingen zwei Kinder hervor: Henriette (* 1954) und Charlotte (* 1956).

## Schriften
- mit Thomas Meyer: Grund- und Aufbauwortschatz Griechisch Stuttgart 1973, ISBN 3-12-663200-9
- Platons problematische Lehre. In: Gymnasium 103, 1996, S. 2–24.
- Zur Form der mündlich-persönlichen Lehre Platons. In: Grazer Beiträge 23, 2000, S. 59–70.
- Sieben Erwägungen zur Ungeschriebenen Lehre Platons. In: Gymnasium 111, 2004, S. 359–379.
- Ungeschriebene Lehre (agrapha dogmata). In: Christian Schäfer (Hrsg.), Platon-Lexikon. Begriffswörterbuch zu Platon und der platonischen Tradition. WBG, Darmstadt 2007, S. 291–296.
- Was ist Wahrheit?, Attempto Tübingen 2007, ISBN 3-89308-409-6.
- Aus meinem Leben, Tübingen 2008, ISBN 3-928011-63-4.